# Nya Sparbanken
Nya Sparbanken  var en sparbank som existerade fram till den 4 juni 1991 då den ombildades och delades upp i ett bankaktiebolag som innehöll bankverksamheten och en sparbanksstiftelse som övertog ägandet. Aktiebolaget ingick sedan i sammanslagningen som bildade den nya affärsbanken Sparbanken Sverige 1992. Sparbanksstiftelsen Nya blev genom detta en av de stora ägarna i den sammanslagna banken, idag äger man dock endast en mindre del i efterföljaren Swedbank.
Nya Sparbanken bildades 1986 genom sammanslagning av Gävleborgs sparbank, Nora sparbank, Sandvikens sparbank, Sparbanken Mälardalen och Örebro läns sparbank. Under 1988 uppgick även Östra Sörmlands sparbank i Nya Sparbanken.